# Chentka
Chentka war ein altägyptischer Beamter des Alten Reichs und vermutlicher Grabbesitzer einer Mastaba in der Nekropole von Gizeh. Der Name des Grabbesitzers ist zwar nicht eindeutig zu ermitteln, George Andrew Reisner identifiziert ihn jedoch als Chentka auf Grund von zwei fragmentarischen Inschriften auf der Westseite der Kapelle. Sein Titel ist „leiblicher Königssohn und einziger Gefährte“. Über seine Herkunft und seine Tätigkeit ist weiter nichts bekannt.

## Sein Grab
Die Steinmastaba (G 2130) befindet sich auf dem Westfeld der Nekropole von Gizeh und grenzt an die Mastaba von Nefer (G 2110). Aufgrund ihrer Größe und massiven Steinbauweise fanden zahlreiche Untersuchungen statt. Ausgegraben hat sie Albert Morton Lythgoe 1905, es folgte 1912 George Andrew Reisner, 1932 N. E. Wheeler und schließlich 1993 Peter Der Manuelian. Die Mastaba wird von Manuelian durch zahlreiche Fotografien und Graphikenanschaulich dokumentiert. Die Größe der Mastaba beträgt 36 × 15 Meter und enthält als einzige einen sorgfältig bearbeiteten Ziegelbaukern. Die Grabkammer ist im Verhältnis dazu klein, hier befanden sich Sarkophagfragmente. Die versenkten Reliefs in der angebauten Grabkapelle waren von hoher Qualität, sind aber stark zerstört. Aufgrund der Größe und der Architektur der Mastaba muss es sich um einen bedeutenden Grabbesitzer gehandelt haben. Reisner ordnet die Grabanlage in die frühe Cheopszeit, also die 4. Dynastie, ein.